# Cratere Gharib
Gharib è un cratere sulla superficie di Encelado.